# 1939 aux États-Unis
Pour des articles plus généraux, voir Chronologie des États-Unis et 1939.
Chronologie des États-Unis
- 1935
- 1936
- 1937
- 1938
- 1939
- 1940
- 1941
- 1942
- 1943

Cette page concerne des événements d'actualité qui se sont produits durant l'année 1939 du calendrier grégorien aux États-Unis.

## Événements
- 2 janvier : le magazine américain Time choisit Adolf Hitler comme « homme de l'année 1938[1] ».
- 4 janvier[2] : Roosevelt annonce au Congrès un ralentissement des réformes et un effort de réarmement.
- 18 février-29 octobre : exposition internationale du Golden Gate.
- 3 avril : Reorganization Act. Loi donnant pour 2 ans des pouvoirs législatifs au gouvernement. Elle autorise le président Roosevelt à réorganiser le pouvoir exécutif fédéral. Le bureau exécutif du président est créé et permet à l'administration de placer un certain nombre d'agences exécutives (y compris le Bureau du budget) sous son contrôle. La loi a également réduit les pouvoirs du Congrès américain sur les amendements et la longueur des débats parlementaires.
- 25 avril : Création de la Federal Security Agency. Cette agence gouvernementale est chargée de la sécurité économique, sociale et alimentaire de la population.
- 30 avril : exposition universelle de New York.
- 1er juillet :
  - Déclaration de neutralité des États-Unis.
  - Loi Cash and Carry. La chambre des représentants maintient l’embargo sur les armes de guerre, malgré les efforts du président Roosevelt.
- Juillet : les États-Unis dénoncent le traité de commerce nippo-américain de 1911.
- 2 août : le Congrès adopte le Hatch Act, qui interdit aux employés fédéraux de participer aux élections nationales[3].
- 3 septembre : guerre en Europe. Roosevelt demande la levée de l’embargo sur les armes et les munitions.
- 4 novembre : loi de neutralité des États-Unis. Le Congrès approuve à une voix de majorité la clause cash and carry, mettant fin de facto à l'embargo sur les armes.

- Dix millions de chômeurs. Neuf millions de syndiqués.
- Le programme de réarmement conduit le Congrès à voter une hausse des dépenses fédérales : 9,1 milliards de dollars.
- Pour la première fois depuis le début de la crise, la hausse des impôts ne permet plus d'augmenter les recettes qui baissent à 6,3 milliards de dollars.
- Le déficit se creuse à 2,8 milliards de dollars.